# 泰永长征
贵州泰永长征技术股份有限公司（英語： Guizhou Taiyong-changzheng Technology CO., LTD.，縮寫：TYT）是一家贵州的中低压电器制造公司。成立于2011年 ，总部位于贵州省遵义市 ，前身是贵州长征电气股份有限公司低压电器事业部。

## 历史
2008年10月 ，深圳市泰永科技股份有限公司并购贵州长征电气股份有限低压电气事业部(原长征电器九厂和一厂低压) 。2008年11月7日，贵州长征开关制造有限公司成立。2015年7月27日 ，完成股份制改革，更名为“贵州泰永长征技术有限公司”。2017年，成立“贵州省低压电器工程技术研究中心”。2018年2月23日，在深圳证券交易所挂牌上市。2019年5月，收购重庆源通电器设备制造有限责任公司。